# 吉爾 (姓氏)
吉爾（英語：Gere），是英文姓氏。可以指：
- 阿什琳·吉爾（英语：Ashlyn Gere） （1959年－），美國色情女演員。
- 查爾斯·馬奇·吉爾（英语：Charles March Gere）（1869年－1957年），英國畫家、插畫家。
- 查理·吉爾（英语：Charlie Gere），英國學者。
- 大衛·吉爾（英语：David Gere）（1975年－），美國電影製作人。
- 弗朗索瓦·吉爾（英语：François Géré）（1950年－），法國歷史學者。
- 艾薩克·吉爾（英语：Isaac Gere）（1764年－1849年），美國政治人物。
- 奧加·吉爾（英语：Olga Gere）（1942年－），南斯拉夫前跳高運動員。
- 李察·吉爾（1949年－），美國電影男演員。
- 托馬斯·P·吉爾（英语：Thomas P. Gere）（1842年－1912年），美國內戰中的聯邦軍軍官。

## 另見
- 吉爾 (消歧義)
- 蓋爾 (姓氏)（英语：Gare (surname)）